# Benjamin Auer
Benjamin Auer (Landau, Alemania Occidental, 11 de enero de 1981), más conocido como Auer, es un exfutbolista alemán. Jugaba como delantero y actualmente se encuentra retirado.

## Clubes
| Club                          | País     | Temporada               | Encuentros disputados | Goles |
| ----------------------------- | -------- | ----------------------- | --------------------- | ----- |
| Karlsruher Sport Club         | Alemania | 2. Bundesliga 1999-2000 | 14                    | 1     |
| Borussia Mönchengladbach      | Alemania | 2. Bundesliga 2000-2001 | 27                    | 7     |
| Borussia Mönchengladbach      | Alemania | 1. Bundesliga 2001-2002 | 14                    | 5     |
| 1. FSV Mainz 05               | Alemania | 2. Bundesliga 2002-2003 | 28                    | 10    |
| 1. FSV Mainz 05               | Alemania | 2. Bundesliga 2003-2004 | 31                    | 5     |
| 1. FSV Mainz 05               | Alemania | 1. Bundesliga 2004-2005 | 33                    | 6     |
| 1. FSV Mainz 05               | Alemania | 1. Bundesliga 2005-2006 | 38                    | 13    |
| VfL Bochum                    | Alemania | 1. Bundesliga 2006-2007 | 0                     | 0     |
| 1. FC Kaiserslautern (Cesión) | Alemania | 2. Bundesliga 2006-2007 | 7                     | 0     |
| VfL Bochum                    | Alemania | 1. Bundesliga 2007-2008 | 18                    | 5     |
| Alemannia Aachen              | Alemania | 2. Bundesliga 2008-2009 | 34                    | 18    |
| Alemannia Aachen              | Alemania | 2. Bundesliga 2009-2010 | 32                    | 17    |
| Alemannia Aachen              | Alemania | 2. Bundesliga 2010-2011 | 35                    | 21    |
| Alemannia Aachen              | Alemania | 2. Bundesliga 2011-2012 | 32                    | 6     |